# Peter Butschkow
Peter Butschkow (* 29. August 1944 in Cottbus) ist deutscher Cartoonist.

## Leben
Nach einem Grafik-Design-Studium in Berlin arbeitete er zunächst als Angestellter, später freiberuflich als Grafik-Designer. 1979 verließ er Berlin und zog ins Bergische Land. Fünf Jahre später zog er nach Hamburg. Seit 1988 lebt er mit seiner Frau und seinen zwei Söhnen in Nordfriesland.
Er arbeitet für diverse Zeitschriften (u. a. Eulenspiegel) sowie für Kunden aus Industrie und Werbung. Zusätzlich veröffentlicht er eigene Bücher im Lappan Verlag und Kalender im W. Heyne Verlag. 2017 veröffentlichte er mit Rebecca, Roswitha und die wilden Siebziger seinen ersten Roman.
Butschkow ist Mitglied beim ICOM.

## Veröffentlichungen (Auswahl)
- Rebecca, Roswitha und die wilden Siebziger, 2017, ISBN 978-3-88769-588-0
- Nach Weihnachten fress’ ich ihn auf, 2006, ISBN 3830361270
- Nicht von schlechten Eltern. Von frischen und fertigen Mamas und Papas, 2002, ISBN 3830360231
- Viel Spaß beim Zahnarzt, 2001, ISBN 3830340052
- Is’ doch so, oder?, 1985, Comix + Cartoon Reihe